# Молодіжний навчальний центр імені святого Івана Боско
Центр Боско має 4 напрямки. Це приватний професійно-технічний заклад II — рівня акредитації католицького спрямування; Спорт, у структурі якого крита Арена, ФК «Покрова» та стадіон; колегіум і монаша спільна та соціальне підприємництво.

## Історія закладу
Приватний заклад «Молодіжний навчальний центр імені святого Івана Боско» є приватним професійно-технічним навчальним закладом II рівня акредитації, який розпочав свою діяльність 15 травня 2003 року ухвалою № 424 6-ї сесії 4-го скликання Львівської міської ради «Про надання дозволу на створення приватного професійно-технічного навчального закладу».
Засновником Центру є о. Сенейко Андрій, який створив його за сприяння та згідно з договором про співпрацю з Салезіянським Згромадженням східного обряду в Україні.
13 вересня 2012 року до закладу завітав Бруно Ферреро — католицький священик-монах, який належить до Салезіанської Конгрегації.

## Покровитель
Покровителем закладу є Святий Отець Іван Боско (1815—1888) — італійський священик, який все своє життя і священичу місію присвятив молоді, створивши у своєму будинку школу та дім для учнів.

## Навчання
У професійно-технічному закладі проводиться навчання за спеціальностями: ІТ, столяр-дизайнер, автомеханік-автоелектрик, кухар-офіціант.
Навчально-виховний процес забезпечує 17 педагогічних працівників.
Молодіжний навчальний центр, крім навчання, також сприяє християнському вихованню молоді.

## Матеріально-технічна база
Центр імені святого Івана Боско має навчальний корпус, навчальні майстерні, медпункт, Арену, Стадіон-Покрова, кафе, конференц-зал, бібліотеку, спортивний зал, стоматологію, тренажерний зал, пральню, колегіум, капличку.
Також є земельна ділянка площею 7273 м2.
При училищі існує соціальний гуртожиток, який введений у дію у 2010 році, для сиріт, напівсиріт, батьків яких позбавили батьківських прав, віком від 15 до 23 років.

## Дозвілля
В училищі працює низка секцій та гуртків:
- театральному;
- музичному;
- журналістики;
- волейболу;
- велоспорту;
- настільного тенісу;
- танцювальному.

## Салезіянський центр
Перший осередок салезіян східного обряду в Україні було засновано 1991 року у Львові на вул. Личаківській, 175, де народилася парафія Покрови Пресвятої Богородиці.
При Салезіянському центрі у Львові діє «Спортивний клуб Дон Боско», в якому вже багато років існує футбольна команда «ФК „Покрова“», що грає в першості дитячо-юнацької ліги України, а також у турнірах різних рівнів. З 2003 року діє Молодіжний навчальний центр імені святого Івана Боско. Щоліта о. салезіяни організовують духовно-відпочинкові табори «Веселі канікули», призначені для дітей віком від п'яти до 15 років, де можна духовно збагатитися та весело провести час.